# Mayerův vztah
Mayerův vztah popisuje souvislost mezi tepelnými kapacitami při konstantním tlaku a konstantním objemu. Je pojmenován po svém objeviteli, německém fyzikovi Juliu von Mayerovi.
Pro ideální plyn má známý tvar:
{\displaystyle c_{p}=c_{V}+R_{m}},
kde {\displaystyle R_{m}} je molární plynová konstanta (přibližně 8,314 J·K−1·mol−1) a {\displaystyle c_{p}} (resp. {\displaystyle c_{V}}) je molární tepelná kapacita při konstantním tlaku (resp. objemu).
Obecněji pro jednosložkový termodynamický systém s konstantním počtem částic (např. jednosložkový Van der Waalsův plyn) platí:
{\displaystyle C_{P}-C_{V}=VT{\frac {\alpha ^{2}}{\beta _{T}}}},
kde:
- {\displaystyle C_{P}} (resp. {\displaystyle C_{V}}) je tepelná kapacita systému při konstantním tlaku (resp. objemu),
- {\displaystyle \alpha } je teplotní roztažnost,
- {\displaystyle \beta _{T}} je izotermická stlačitelnost,
- {\displaystyle V} a {\displaystyle T} jsou objem a termodynamická teplota.

## Odvození[1]
Dle definice tepelné kapacity platí:
{\displaystyle {\begin{aligned}C_{p}-C_{V}&=\left({\frac {\partial Q}{\partial T}}\right)_{p}-\left({\frac {\partial Q}{\partial T}}\right)_{V}=\left({\frac {\partial H}{\partial T}}\right)_{p}-\left({\frac {\partial U}{\partial T}}\right)_{V},\\&=\left({\frac {\partial (U+pV)}{\partial T}}\right)_{p}-\left({\frac {\partial U}{\partial T}}\right)_{V}=\left({\frac {\partial U}{\partial T}}\right)_{p}+p\left({\frac {\partial V}{\partial T}}\right)_{p}-\left({\frac {\partial U}{\partial T}}\right)_{V},\end{aligned}}}
kde {\displaystyle H=U+pV} je entalpie, {\displaystyle U} je vnitřní energie, {\displaystyle p} je tlak a {\displaystyle V} je objem. Využíváme {\displaystyle {dQ|}_{p\,=\,{\rm {konst.}}}=dH} a {\displaystyle {dQ|}_{V\,=\,{\rm {konst.}}}=dU}. Vnitřní energii můžeme vyjádřit jako funkci teploty a objemu: {\displaystyle U=U(T,V(T,p))}, kde vztah {\displaystyle V=V(T,p)} odpovídá termické stavové rovnici daného systému:
{\displaystyle \left({\frac {\partial U(T,V(T,p))}{\partial T}}\right)_{p}=\left({\frac {\partial U}{\partial T}}\right)_{V}+\left({\frac {\partial U}{\partial V}}\right)_{T}\left({\frac {\partial V}{\partial T}}\right)_{p}}.
Po dosazení do výrazu výše dostaneme:
{\displaystyle C_{p}-C_{V}=p\left({\frac {\partial V}{\partial T}}\right)_{p}+\left({\frac {\partial U}{\partial V}}\right)_{T}\left({\frac {\partial V}{\partial T}}\right)_{p}=\left[p+\left({\frac {\partial U}{\partial V}}\right)_{T}\right]\left({\frac {\partial V}{\partial T}}\right)_{p}}.
Z diferenciálu vnitřní energie {\displaystyle {\mathrm {d} }U=T{\mathrm {d} }S-p{\mathrm {d} }V} dostáváme:
{\displaystyle \left({\frac {\partial U(S(T,V),V)}{\partial V}}\right)_{T}=\left({\frac {\partial U}{\partial S}}\right)_{V}\left({\frac {\partial S}{\partial V}}\right)_{T}-\left({\frac {\partial U}{\partial V}}\right)_{S}=T\left({\frac {\partial S}{\partial V}}\right)_{T}-p},
s využitím Maxwellovy relace pro volnou energii po dosazení obdržíme:
{\displaystyle C_{p}-C_{V}=T\left({\frac {\partial S}{\partial V}}\right)_{T}\left({\frac {\partial V}{\partial T}}\right)_{p}=T\left({\frac {\partial p}{\partial T}}\right)_{V}\left({\frac {\partial V}{\partial T}}\right)_{p}}.
Zbývá použít vzorec pro derivaci implicitní funkce a po úpravách dostáváme:
{\displaystyle C_{p}-C_{V}=T\left({\frac {\partial p}{\partial T}}\right)_{V}\left({\frac {\partial V}{\partial T}}\right)_{p}=-T{\frac {\left({\frac {\partial V}{\partial T}}\right)_{p}^{2}}{\left({\frac {\partial V}{\partial p}}\right)_{T}}}=VT{\frac {\left[{\frac {1}{V}}\left({\frac {\partial V}{\partial T}}\right)_{p}\right]^{2}}{-{\frac {1}{V}}\left({\frac {\partial V}{\partial p}}\right)_{T}}}=VT{\frac {\alpha ^{2}}{\beta _{T}}}},
což odpovídá hledanému vztahu. Speciálně pro ideální plyn můžeme derivovat vztahy vyplývající z termické stavové rovnice {\displaystyle pV=nR_{m}T} ({\displaystyle n} je látkové množství):
{\displaystyle C_{p}-C_{V}=T\left({\frac {\partial p}{\partial T}}\right)_{V}\left({\frac {\partial V}{\partial T}}\right)_{p}=T\cdot {\frac {nR_{m}}{V}}\cdot {\frac {nR_{m}}{p}}={\frac {n^{2}R_{m}^{2}T}{nR_{m}T}}=nR_{m}},
vydělením této rovnice látkovým množstvím získáme výsledný Mayerův vztah pro molární tepelné kapacity ideálního plynu:  
{\displaystyle c_{p}-c_{V}=R_{m}}.